# Queenie Kung Ni Ting
Queenie Kung Ni Ting (* 16. November 1997) ist eine malaysische Leichtathletin, die sich auf den Diskuswurf spezialisiert hat und in dieser Disziplin Inhaberin des Landesrekordes ist.

## Sportliche Laufbahn
Erste internationale Erfahrungen bei internationalen Meisterschaften sammelte Queenie Kung Ni Ting im Jahr 2015, als sie bei den Südostasienspiele in Singapur mit einer Weite von 40,61 m den fünften Platz belegte. 2019 gewann sie dann bei den Südostasienspielen in Capas mit 45,28 m die Bronzemedaille hinter der Thailänderin Subenrat Insaeng und ihrer Landsfrau Kang Ni Choo. 2022 sicherte sie sich dann bei den Südostasienspielen in Hanoi mit neuem Landesrekord von 52,36 m die Silbermedaille hinter Subenrat Insaeng und belegte im Kugelstoßen mit 11,63 m den vierten Platz. Im August gelangte sie bei den Islamic Solidarity Games in Konya mit 48,72 m auf den vierten Platz im Diskuswurf. Im Jahr darauf gewann sie bei den Südostasienspielen in Phnom Penh mit 50,73 m die Silbermedaille hinter Subenrat Insaeng. Im Juli belegte sie bei den Asienmeisterschaften in Bangkok mit 49,30 m den sechsten Platz und anschließend gelangte sie bei den World University Games in Chengdu mit 50,56 m auf Rang zehn. Im Oktober belegte sie bei den Asienspielen in Hangzhou mit 49,00 m den siebten Platz. 2025 gelangte sie bei den Asienmeisterschaften in Gumi mit 47,96 m auf Rang acht.
In den Jahren 2019 und 2021 sowie 2022 und 2024 wurde Kung Ni malaysische Meisterin im Diskuswurf.

## Persönliche Bestleistungen
- Kugelstoßen: 12,48 m, 11. November 2022 in Kuala Terengganu
- Diskuswurf: 52,77 m, 16. Dezember 2022 in Kuala Lumpur (malaysischer Rekord)